# 스몰 폼 팩터 PC

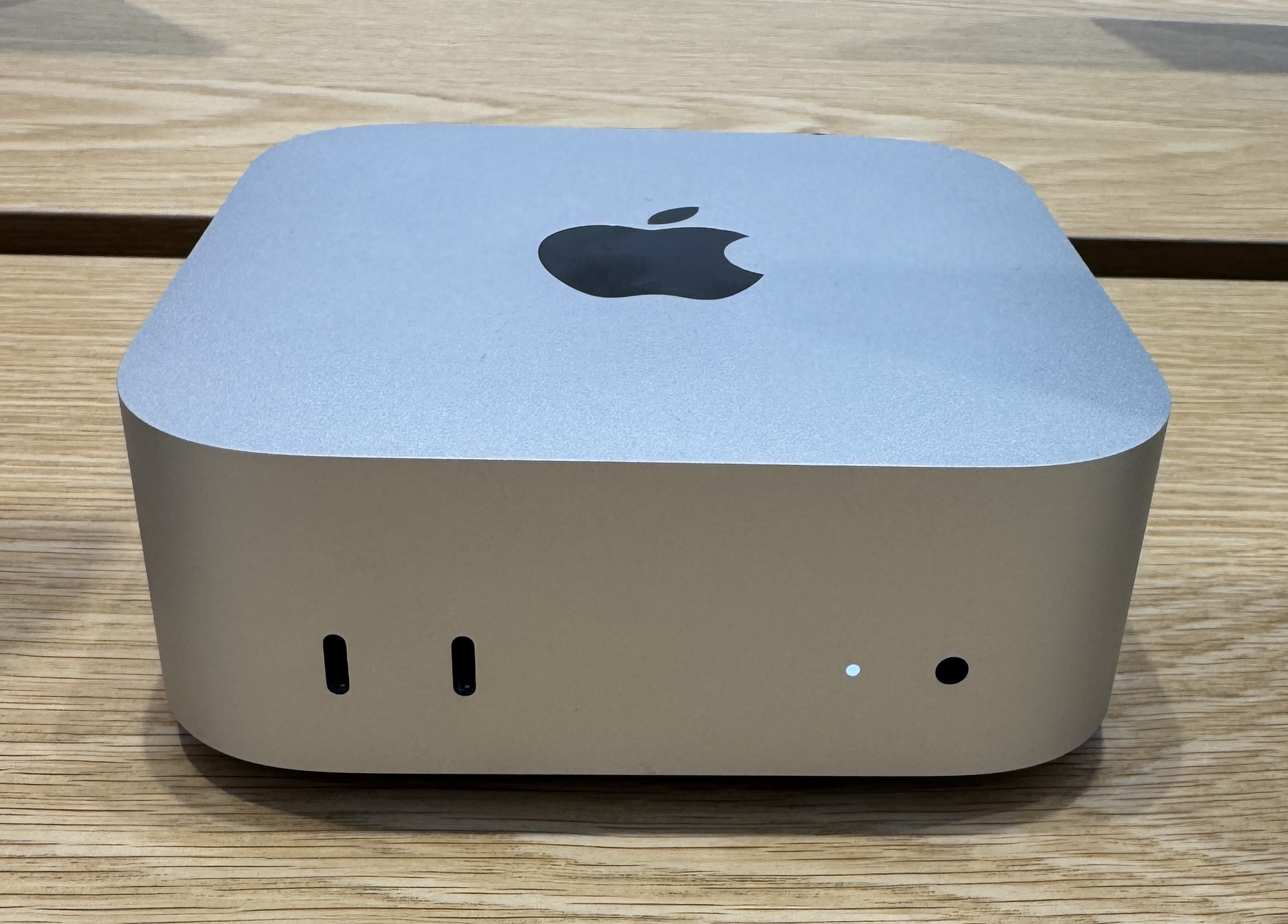
맥 미니. 애플에서 만든 인기 있는 소형 폼 팩터 컴퓨터

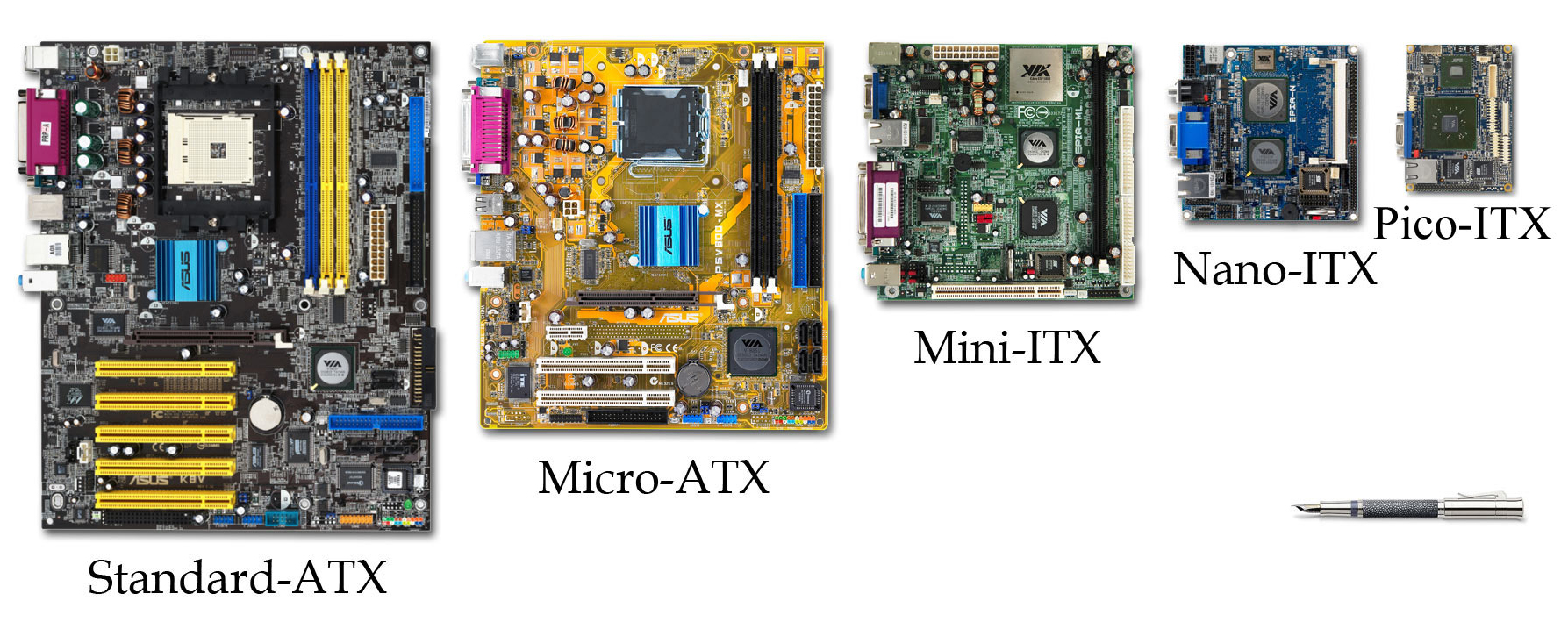
2007년 기준 메인보드 폼 팩터 비교(펜은 크기 비교용)

스몰 폼 팩터(Small form factor, SFF)는 데스크톱 컴퓨터 및 일부 부품, 섀시와 메인보드를 분류하는 용어로, 표준 ATX 폼 팩터에 비해 데스크톱 컴퓨터의 부피와 공간 활용도를 최소화하기 위해 여러 표준화된 폼 팩터 중 하나에 따라 설계되었음을 나타낸다.
크기를 비교할 때는 SFF 케이스의 크기를 일반적으로 리터 단위로 측정한다. SFF는 신발 상자, 큐브, 책 크기 PC 등 다양한 크기와 모양으로 제공된다. 더 작고 가벼운 구조로 인해 홈 시어터 PC 및 LAN 파티 참석용 게이밍 컴퓨터로 인기가 많다. 제조사들은 사용자들이 책상 위에 놓거나 휴대할 가능성이 높기 때문에 SFF의 미학적 및 인간공학적 디자인을 강조한다. 기술 발전과 크기 축소로 인해 강력한 컴퓨터가 더 작은 크기가 될 수 있게 되었다.
스몰 폼 팩터 디자인에는 임베디드 또는 모바일 시스템과 같이 전통적으로 작았던 컴퓨팅 장치는 포함되지 않는다. 그러나 "스몰 폼 팩터"는 규범적 정의가 부족하여 해석과 오용의 여지가 많다. 제조사들은 종종 자사 제품의 이익에 부합하는 정의를 제공한다. 마케팅 전략에 따라 한 제조사는 자사 제품을 "스몰 폼 팩터"로 표시할 수 있지만, 다른 제조사는 유사하거나 더 작은 크기의 개인용 컴퓨터에 대해 "미니 타워", "마이크로 타워" 또는 "데스크톱"과 같은 다른 마케팅 이름을 사용할 수 있다.

## 역사
SFF는 원래 신발 상자 크기의 개인용 컴퓨터를 지칭하며 확장 슬롯 2개를 갖춘 "셔틀 폼 팩터"를 의미했다. SFF의 의미는 AOpen 및 퍼스트 인터내셔널 컴퓨터(First International Computer)와 같은 브랜드의 다른 유사한 PC 디자인을 포함하도록 진화했으며, "Shuttle"이라는 단어를 "Small"로 대체했다.
SFF라는 용어는 "미니 타워" 및 "데스크톱"과 같은 더 큰 시스템을 지칭하는 용어와 대조적으로 사용된다.

## 특징

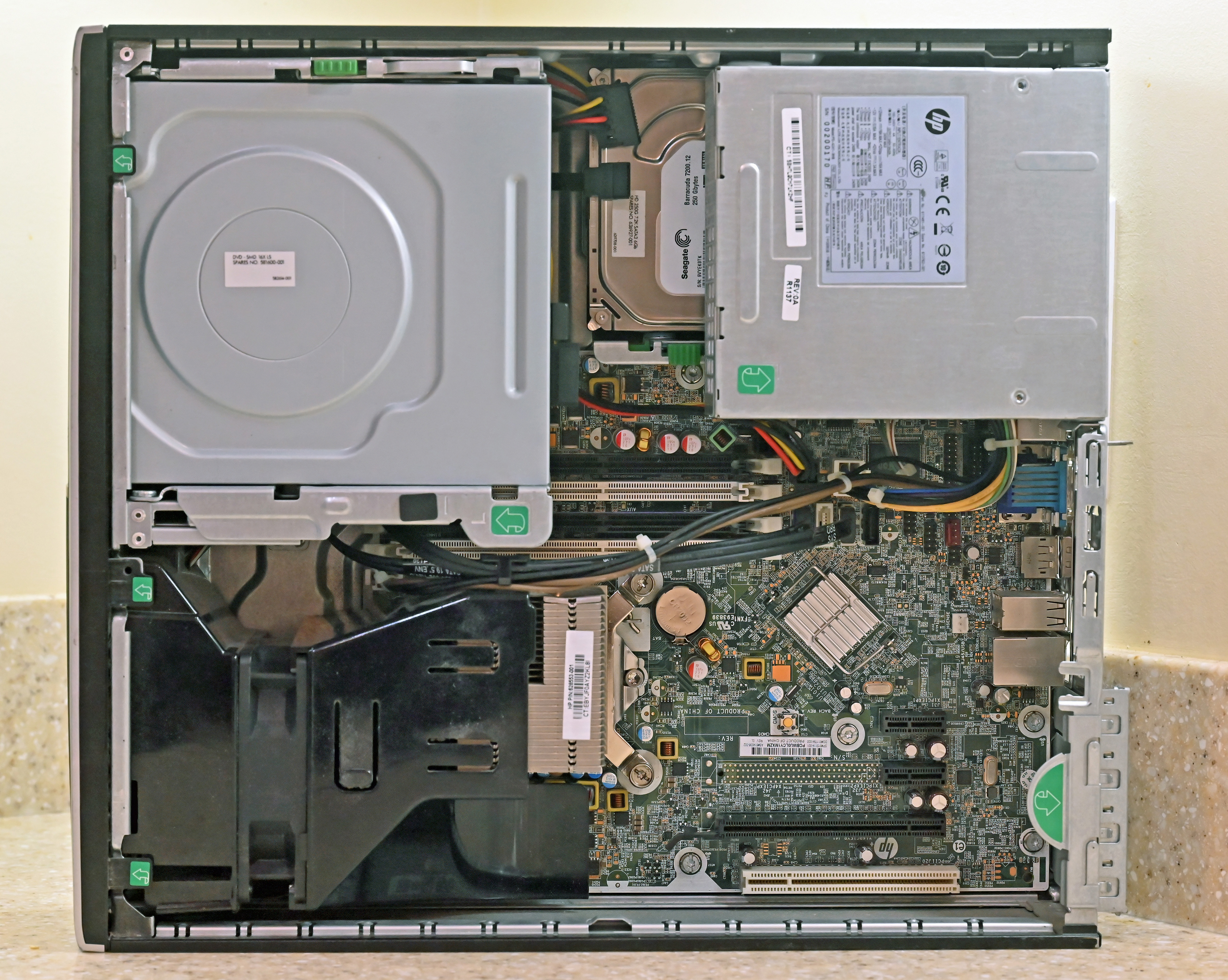
HP SFF 데스크톱 컴퓨터 내부

스몰 폼 팩터 컴퓨터는 일반적으로 최신 데스크톱 컴퓨터와 동일한 기능을 더 작은 공간에서 지원하도록 설계되었다. 대부분 표준 X86 마이크로프로세서, 표준 DIMM 메모리 모듈, 표준 8.9 cm (3.5") 하드 디스크, 표준 13.3 cm (5.25") 광학 드라이브를 지원한다.
그러나 SFF 케이스의 작은 크기는 확장 옵션을 제한할 수 있다. 많은 상용 제품은 하나의 8.9 cm (3.5") 드라이브 베이와 하나 또는 두 개의 13.3 cm (5.25") 외부 베이만 제공한다. 표준 CPU 히트싱크는 항상 SFF 컴퓨터 내부에 맞지 않으므로 일부 제조사는 맞춤형 냉각 시스템을 제공한다. 하나 또는 두 개의 확장 카드로 제한되지만, 일부는 GeForce GTX-295와 같은 ¾ 길이 카드를 위한 공간이 있다. 대부분의 SFF 컴퓨터는 많은 온보드 주변 장치를 포함하는 고도로 통합된 메인보드를 사용하여 확장 카드 필요성을 줄인다. 2020년 기준으로 많은 SFF PC 케이스에는 2.5인치 이상의 확장 베이가 포함되지 않는다(SATA SSD를 수용하기에 충분한 크기). 이는 소비자 시장에서 광학 디스크 드라이브 및 3.5인치 하드 드라이브의 인기가 감소했기 때문이다.
"SFF"라고 표시되어 있더라도 풀 사이즈(PS2 폼 팩터) 전원 공급 장치를 지원하는 큐브형 케이스는 실제로는 마이크로ATX 폼 팩터를 갖는다. 진정한 SFF 시스템은 SFX, TFX 또는 더 작은 전원 공급 장치를 사용하며, 일부는 노트북 스타일의 외부 "파워 브릭"을 요구한다.
일부 SFF 컴퓨터는 풀 사이즈 데스크톱 컴퓨터에서 볼 수 있는 내부 전원 공급 장치 대신 노트북 광학 드라이브, 노트북 메모리 모듈, 노트북 프로세서, 외부 AC 어댑터와 같은 모바일 컴퓨터용으로 설계된 컴팩트 부품까지 포함한다.

## 열광적인 커뮤니티와 크라우드 펀딩
크라우드펀딩과 신속한 프로토타이핑 도구의 가용성은 Ghost S1, DAN A4-SFX, 및 Thor Zone MJOLNIR을 포함하여 상업용 컴퓨터 부품을 작은 공간에 효율적으로 구성하는 미니-ITX 케이스의 생산을 가능하게 했다. 열광적인 커뮤니티 및 리뷰어는 향상된 SFF 조립, 유지 보수 및 성능 기준을 개발하고 홍보하고 있다. 3D 프린팅 및 레이저 절단은 Lazer3D와 같은 제조사 및 관련 장비에 접근할 수 있는 개인 사용자 모두에 의한 맞춤화 및 일회성 생산을 가능하게 했다.

## SFF 유형
다양한 유형의 SFF는 모양과 크기에 따라 느슨하게 분류된다. 아래 유형은 2013년 기준 기준이다.

### 큐빅 / 신발 상자

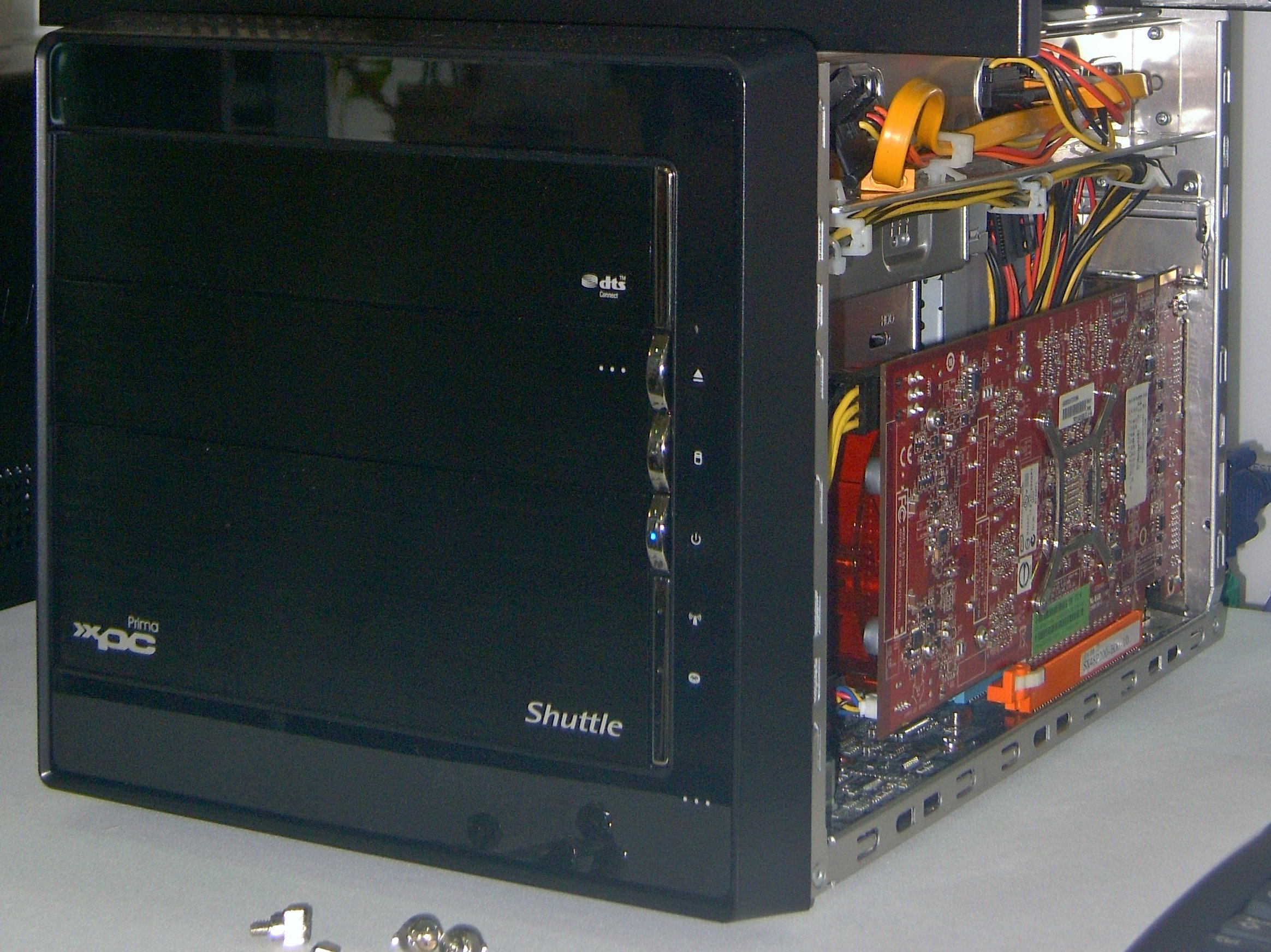
신발 상자 케이스 (Shuttle SP35 Pro)

많은 SFF 컴퓨터는 큐브 모양을 갖는다. 더 작은 모델은 일반적으로 케이스, 메인보드, 전원 공급 장치를 포함하는 베어본 유닛으로 판매되며, 함께 맞도록 설계되었다. 메인보드는 케이스 바닥에 평평하게 놓인다. 표준적이지 않은 메인보드, 비좁은 내부 공간, 전력 및 공기 흐름 문제로 인해 업그레이드 옵션이 제한될 수 있다. 2000년에 출시된 파워 맥 G4 큐브와 셔틀 XPC는 이러한 디자인의 좋은 예이다. MSI와 Asus는 유사한 디자인을 생산한다. Xi3 모듈러 컴퓨터는 약간 더 많은 업그레이드 가능성을 가진 큐브 컴퓨터의 예이다.
셔틀은 여러 XPC 모델(일부 5 시리즈 및 이후 모델 대부분)을 미니-ITX 메인보드를 수용하도록 개조했다. XPC의 베이스는 "셔틀 폼 팩터"(ShFF) 및 미니-ITX 메인보드를 모두 수용하는 마운팅 포인트를 갖추고 있다. 미니-ITX 메인보드를 수용하기 위해 ShFF 마운팅 포인트 두 개가 단순히 재배치된다(나머지 미니-ITX 마운팅 포인트는 나머지 ShFF 마운팅 포인트와 공통된다). "표준" ShFF 메인보드는 너비 20.6 cm (8 ⅛″), 깊이 27.3 cm (10 ¾″)이며, I/O 쉴드와 PCI 슬롯 두 개는 미니-ITX 메인보드와 공통적으로 위치한다. 대부분의 ShFF 시스템은 프로세서를 위해 셔틀의 독자적인 히트 파이프(액체 냉각) 시스템인 "Integrated Cooling Engine"(ICE)을 사용하지만, 일부는 전압 조정기 및 칩셋(노스브리지)용 히트 파이프 냉각도 특징으로 한다. ShFF 시스템이 미니-ITX 메인보드로 업그레이드될 때, 인텔 또는 호환 프로세서 팬이 ICE 쿨러를 대체해야 한다. ShFF의 ICE 컴퓨터 팬은 케이스가 미니-ITX 사용으로 업그레이드될 때 케이스 팬으로 재활용될 수 있도록 설계되었다. 그렇게 업그레이드될 때, 재활용된 팬은 메인보드의 케이스 팬 커넥터(3핀)에 연결되고 새 CPU 팬은 메인보드의 CPU 팬 커넥터(4핀)에 연결된다.
AOpen Inc.는 스택 가능한 S120 케이스를 생산하여 사용자가 수직 또는 수평으로 최대 4개의 구성 요소를 쌓을 수 있도록 했다. 이러한 레이어는 내부 전원 공급 장치 또는 외부 AC 어댑터 전원을 사용하여 애드온 카드, 광학 드라이브 및 하드 드라이브용으로 사용할 수 있다. S120 이후, AOpen은 Micro ATX 및 Mini-ITX 시스템용으로 더 많은 소형 폼 팩터 케이스를 만들었다.

### 샌드위치
그래픽 카드는 메인보드와 파워 서플라이 뒤에 위치하며, PCI 익스프레스 x16 확장 케이블을 통해 연결된다. 이 디자인은 작은 공간에 고성능 하드웨어를 담으면서도 적절한 냉각을 제공하기 때문에 SFF 애호가들 사이에서 인기가 있다. 수냉 라디에이터를 상단, 하단 또는 측면에 추가하여 냉각 용량을 더욱 높일 수 있다. 냉각을 개선하기 위해 메인보드/파워 서플라이와 그래픽 카드 사이에 열가소성 폴리우레탄과 같은 전기 절연 시트를 배치하여 별도의 공기 흐름 구역을 구현하고 열원을 서로 분리할 수 있다.

### 콘솔
엑스박스 원 또는 플레이스테이션 4와 같은 게임 콘솔과 유사하게, 그래픽 카드는 메인보드와 파워 서플라이 바로 위 또는 아래에 배치된다. 그래픽 카드는 PCIe x16 확장 케이블로 메인보드에 연결된다. 이 폼 팩터는 수직으로 놓을 때 차지하는 공간이 작기 때문에 책상이나 바닥 공간이 부족한 사람들에게 인기가 있다. 또한 TV 캐비닛/선반에 잘 맞으며 게임 콘솔보다 저렴하고 빠르며 업그레이드 가능한 대안 역할을 할 수 있다. 그래픽 카드는 CPU에서 발생하는 열로부터 격리하기 위해 내부에 분리될 수 있다.

### 넷톱

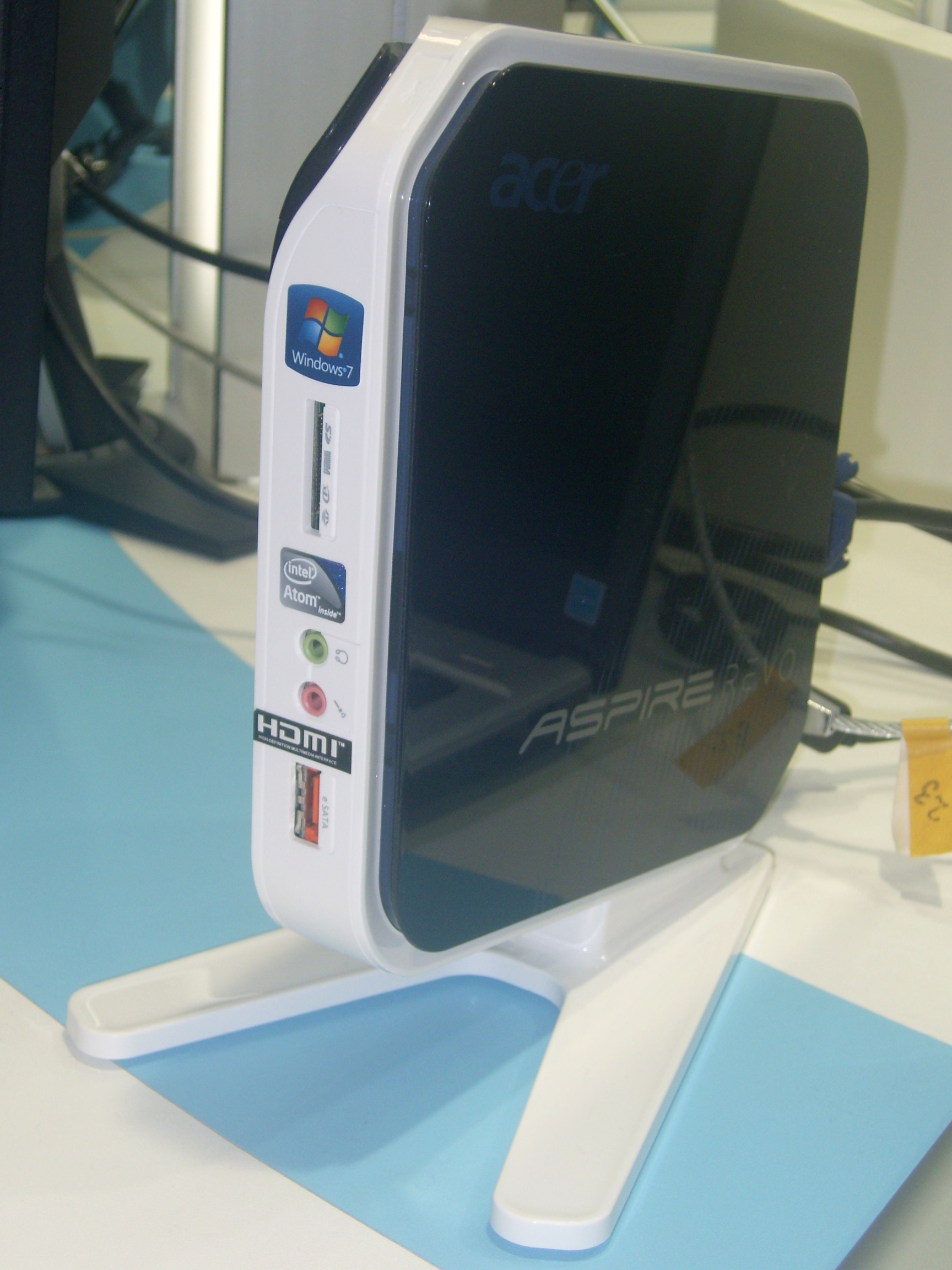
에이서 아스파이어 레보 (2009)

2005년까지 SFF 케이스는 시스템 통합업체와 가정용 조립PC 제작자에게 일반적으로 베어본 유닛(케이스, 전원 공급 장치, 메인보드)으로 판매되었다. 2005년, 애플은 맥 미니를 출시했다(L 1.4리터 부피, 외부 파워 브릭 제외). 같은 해 말, 최초의 AOpen 미니 PC MP915("mini PC"는 상표 등록이 불가능했기 때문에 2007년에 XC 미니로 변경)가 발표되었다. XC 미니 시리즈 PC의 크기(16.5(W) × 5.0(H) × 16.5(D) cm)는 가장 작은 데스크톱 PC 시스템(1.3리터 부피) 중 하나로 만들었다. 애플 맥 미니와 비슷하게 보인다는 비판을 받았지만, 애플은 이 문제에 대해 조치를 취하지 않았다. 2007년 2월, AOpen은 미니 PC MP945 시리즈의 케이스를 재설계했다.
2006년부터 주요 OEM PC 브랜드인 HP와 델은 완제품 SFF 시스템을 판매하기 시작했다. 이들은 종종 책꽂이에 놓을 수 있을 만큼 작은 미니어처 타워 케이스와 유사하기 때문에 책꽂이 유닛으로 묘사된다. HP 슬림라인 시리즈와 Dell Dimension C521(부피 1.65리터)이 이러한 경향의 좋은 예이다. Maxdata Favorite 300XS는 또 다른 미니 컴퓨터이다. HP 슬림라인은 미니-ITX와 크기가 매우 유사한 비표준 메인보드를 사용한다.
산업용 외에도 매우 작은 미니-ITX 메인보드 폼 팩터도 SFF 컴퓨터에 통합되었다. 이들은 종종 매우 컴팩트하며, VIA C3 프로세서와 같은 저전력 부품을 통합한다. Travla C134는 이러한 디자인의 예이다. 17.8 x 25.4 x 5.1 cm (7 × 10 × 2") 크기의 Travla C134는 16.5 x 16.5 x 5.1 cm (6.5 × 6.5 × 2") 크기의 맥 미니보다 다소 크며 표준 13.3 cm (5.25") 광학 드라이브보다 약간 더 크다.
2007년부터 다른 여러 회사들이 작은 크기 외에도 저렴한 가격과 매우 높은 전력 효율성(일반적으로 사용 중 10 W 이하)에 초점을 맞춘 다른 매우 작은 컴퓨터들을 출시했다. 여기에는 존부, fit-PC, Linutop, A9home이 포함된다. 인텔 아톰 CPU 출시와 함께 AOpen도 넷톱 시스템인 uBox 시리즈 모델 LE200 및 LE210을 만들었다. uBox 시리즈는 듀얼 코어 인텔 아톰 270/330 프로세서, 단일 채널 DDR-II 533/667 메모리, 인텔 945GC+ICH7 칩셋, 3개의 SATA 커넥터, 5.1 채널 고화질 오디오 출력을 갖추고 있다.

### 홈 시어터 박스
본질적으로 책꽂이 스타일 케이스가 옆으로 놓인 미니어처 HTPC는 DVR 또는 미니 오디오 리시버와 같은 랙보다 작은 다른 홈 시어터 구성 요소의 모양을 복제한다. 전면 패널 인터페이스가 강조되며, 광 디스크 드라이브는 가로 장착을 유지하기 위해 케이스에 상대적으로 회전되고, 더 많은 메인보드 포트 커넥터(USB 등)가 전면 패널로 라우팅되며, 일반적으로 데스크톱 PC만큼 강력하다.

### 컴퓨터-온-모듈
컴퓨터-온-모듈 (COM)은 단일 회로 기판에 구축된 완벽한 컴퓨터이다. 작은 물리적 크기와 낮은 전력 소비량으로 인해 임베디드 시스템으로 자주 사용된다. Gumstix는 COM 제조사 중 하나이다.

### 울트라-스몰 폼 팩터
델의 옵티플렉스 컴퓨터 라인 각 모델에는 일반적으로 울트라-스몰 폼 팩터(USFF) 섀시 옵션이 포함된다. Core 2 시대에는 OptiPlex 745 및 755와 같은 이 기계들은 8.9 cm (3.5") 데스크톱 하드 드라이브와 외부 전원 공급 장치를 사용했다. 최근 기종들은 6.4 cm (2.5") 노트북 하드 드라이브와 통합 전원 공급 장치를 사용하며, OptiPlex 990 USFF와 같다. 컴팩트한 크기는 확장성 제한을 대가로 얻어지며, USFF 모델은 PCI 또는 PCIe 슬롯이 없으며 CPU 및 메모리 옵션이 제한될 수 있다.

#### 마이크로
시리즈 5부터 USFF는 Micro 변형으로 대체되었으며, 이는 외부 전원 공급 장치를 사용하고 광학 드라이브가 없는 훨씬 작은 크기 옵션이다.

### 초소형 폼 팩터

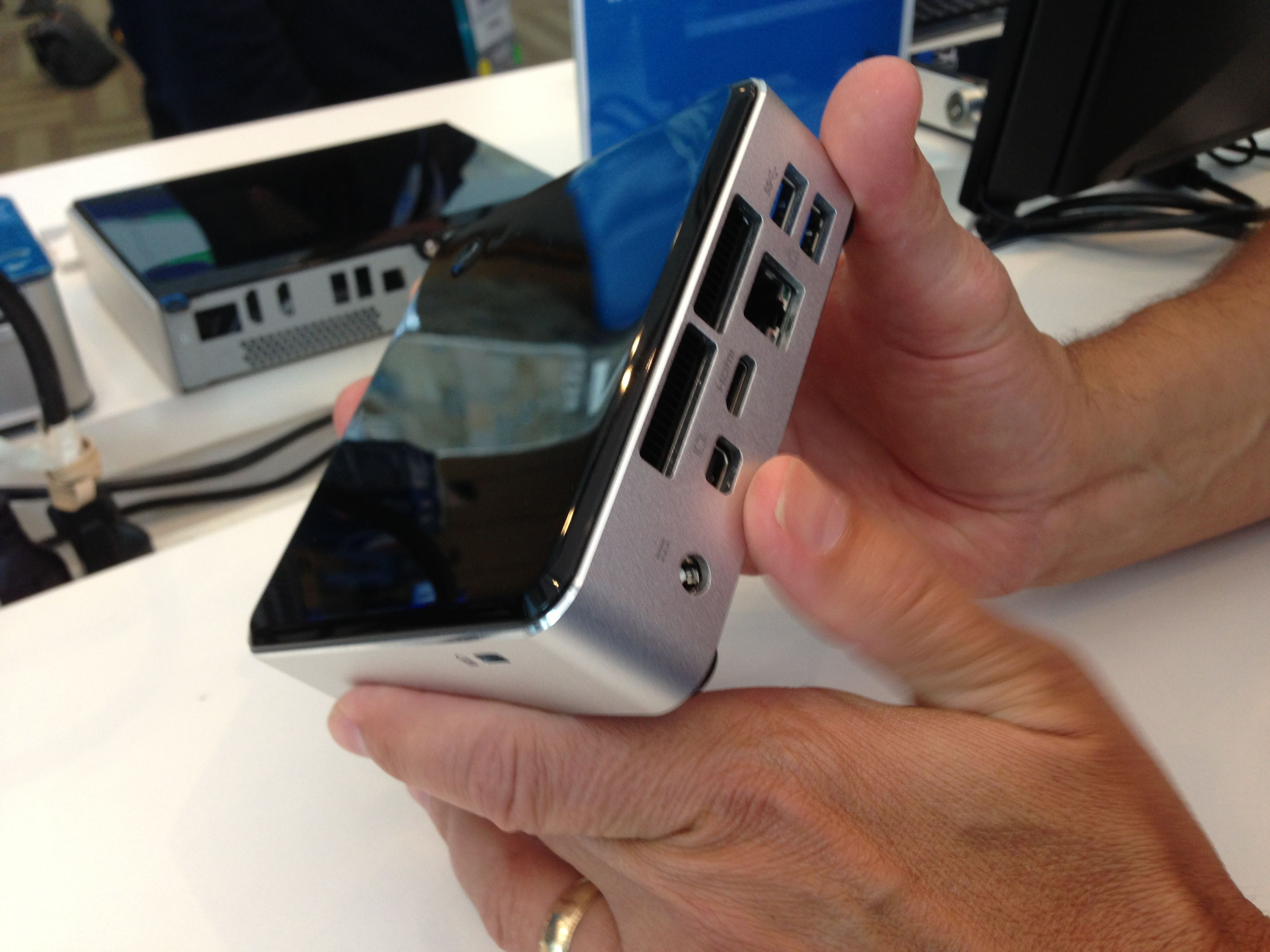
인텔 NUC (2013)

나노-ITX (12 × 12 cm) 및 피코-ITX (10 × 7.2 cm) 보드를 포함하는 것으로 이해되는 이 형식은 VIA Technologies에 의해 선도되었다. 인텔은 현재 자사의 차세대 컴퓨팅 장치(NUC) 제품(10.2 x 10.2 cm 또는 4 × 4")을 UCFF로 설명한다.

## 같이 보기
- ATX
- 케이스 모딩
- 맥 미니
- 미니 PC
- 넷톱
- 스틱 PC
- 비즈니스 SFF급 넷톱: 델 옵티플렉스, 후지쯔 에스프리모, 레노버 씽크센터, HP 프로데스크 및 엘리트데스크
- 단일 보드 마이크로컨트롤러
  - 아두이노 호환 목록
- 로우 프로파일 비디오 카드
- 미니-ITX